# Småbildsekvivalent
Småbildsekvivalent eller 35 mm-ekvivalent är ett mått för att kunna jämföra objektiv till kameror med olika filmformat eller bildsensorformat. Hur mycket man får med på bilden beror nämligen på både brännvidd och film/bildsensorformat och därmed kan ett objektiv med exempelvis 20mm brännvidd innebära väldigt olika saker beroende på kamerans bildsensorstorlek.
Man pratar ofta om att varje bildsensorstorlek ger upphov till en viss förlängningsfaktor. Den vanligaste bildsensorstorleken för digitala systemkameror (ungefär 23,7 gånger 15,6 mm för Nikon och 22,7 x 15,1 mm för Canon) ger till exempel en förlängningsfaktor på 1.5 respektive 1.6 gånger. Om du använder ett 300 millimeters objektiv på dessa kameror får du alltså samma "inzoomning", dvs bildutsnitt (bildvinkel), som om du skulle använda ett 450 millimeters objektiv på en analog kamera med 35 millimeters film.
Termen småbildsekvivalent har alltså uppkommit för att man enkelt skall kunna jämföra "hur nära en kamera kan zoom" (bildutsnittet/bindvinkeln) mellan kameror med olika bildsensorstorlekar. Detta görs genom att man inom parentes skriver ut vad den aktuella brännvidden skulle motsvara på en traditionell småbildskamera med 35 millimeters film. På en liten digital kompaktkamera kan det till exempel stå "Brännvidd: 7.1 mm - 21.4 mm (28 mm - 85mm småbildsekvivalent)".